# Operation Apocalypse
 Operation Apocalypse  est un jeu vidéo de type wargame créé par Roger Keating et publié par Strategic Simulations en mars 1981 sur Apple II. Il est le second jeu de Roger Keating publié par Strategic Simulations, après Rebel Force, et simule quatre opérations opposant Américains et Allemands en France pendant la Seconde Guerre mondiale. Le jeu propose quatre scénarios, qui retracent notamment le débarquement de Normandie et l’opération Market Garden, qui peuvent être joués indépendamment ou dans une campagne. Une partie se déroule sur une carte, divisée en cases hexagonales et en plusieurs types de terrains, où les joueurs contrôlent quatre types d’unités : l'infanterie, les chars de combat, l'artillerie et les ingénieurs. À sa sortie, Operation Apocalypse est salué par la presse spécialisée qui met d’abord en avant l’excellente réalisation de son programme qui, d’après les critiques, prend en charge tous les aspects de la simulation et est rapide et dépourvu de bugs. La presse fait également l’éloge de son système de jeu qui est jugé réaliste, malgré le côté abstrait de la simulation, et qui promet d’après elle des centaines d’heures de jeu grâce aux nombreuses variations de scénarios et de terrains proposées.

## Système de jeu
Operation Apocalypse  est un wargame qui simule de manière abstraite, c’est-à-dire sans référence historique pour les noms des villes et la désignation des unités, quatre opérations opposants Américains et Allemands en France pendant la Seconde Guerre mondiale. Le jeu propose quatre scénarios qui peuvent être joué indépendamment ou dans une campagne. Ces derniers peuvent opposer deux joueurs ou un joueur et l’ordinateur, qui peut jouer les deux camps. Dans ce dernier cas, quatre niveaux de difficulté sont proposés au joueur. Le premier scénario, intitulé Invasions, simule le débarquement de Normandie. Les deux suivants, Bridgehead et Highway correspondent aux deux phases de l’opération Market Garden et impliquent de prendre et de tenir une tête de pont en plein territoire ennemi, puis de prendre et de garder le contrôle d’une route vitale. Enfin, le quatrième, Advance To Contact, simule un affrontement dans une vallée, en France ou en Allemagne, lors duquel le joueur doit prendre et défendre quatre villes,. La campagne ne nécessite pas forcement de jouer les quatre scénarios pour déterminer le vainqueur. Ainsi, comme dans la réalité, le premier scénario est d’une importance critique dans le succès de l’un ou l’autre des camps et si les Allemands y obtiennent une victoire décisive, la campagne se conclut immédiatement. 
Le jeu se déroule sur une carte divisée en cases hexagonales. Sur celle-ci, des couleurs représentent les différents types de terrains (plaine, forêt, villes, terrain difficile…) et les unités sont dessinées en noir et blanc,. Les joueurs y contrôlent différents types d’unités, incluant de l'infanterie, des chars de combat et de l'artillerie mais aussi des bunkers, des péniches de débarquement et des ingénieurs (qui peuvent par exemple construire des points). Les combats prennent en compte le terrain ainsi que le type et le mode des unités. Six types de terrains sont en effet représentés dans le jeu, sans compter les rivières. Pour chaque unité peut être défini un mode (attaque, normal, transport, réorganisation, défense…) qui a un effet spécifique sur les déplacements et les combats.

## Publication
Operation Apocalypse  est publié par Strategic Simulations en mars 1981 sur Apple II,. Il est le second jeu de Roger Keating publié par le studio, après Rebel Force.

## Accueil
| Operation Apocalypse |      |       |
| Média                | Nat. | Notes |
| Tilt                 | FR   | 3/6   |

À sa sortie, Operation Apocalypse fait l’objet d’une critique très positive de Paul Todd et Russel Sipe dans le magazine Computer Gaming World. Ces derniers saluent tout d’abord ses graphismes en haute résolution, qu’ils jugent « magnifiques ». Ils estiment également que le programme en lui-même est  « excellent » en expliquant qu’il prend en charge « absolument tout », par exemple en empêchant les déplacements illégaux, et que la résolution des combats par l’ordinateur est très rapide. Concernant son système de jeu, ils jugent que les combats tactiques qu’il simule sont réalistes, malgré le côté abstrait de la simulation, et notent que le programme prend en compte tous les types d’unités impliqués dans ce type de conflit. Ils mettent également en avant les nombreuses améliorations apportées par rapport au système de Rebel Force, dont la possibilité de voir le terrain sous une unité ou l’ajout de la gestion du mode des unités. Ils font enfin l’éloge de son packaging de qualité, qu’ils jugent au niveau de ce que produit habituellement Strategic Simulations, et concluent que le jeu est suffisamment difficile et complexe pour donner un sentiment de réalisme.  Operation Apocalypse est également salué par George Miller du magazine Creative Computing. Celui-ci met d’abord en avant son « superbe packaging » et la qualité de la réalisation du programme qu’il estime dépourvu de bugs et facile à prendre en main. S’il salue globalement son système de jeu, il en énumère quelques défauts qu’il souhaiterait voir corrigés. Il note ainsi que le jeu pourrait bénéficier d’un peu plus d’action car les déplacements des unités sont un peu trop lents. Il critique également sa gestion des unités invisibles, avec un plateau et des pions physiques, en expliquant que celle-ci fait disparaitre l’intérêt de jouer sur un ordinateur. Il juge enfin que les tours sont trop longs et qu’il est donc ennuyeux d’attendre que l’autre joueur termine son tour. Malgré ces défauts, il conclut que les variations de scénarios et de terrains qu’il propose promettent des centaines d’heures de jeu et qu’il constitue donc un bon investissement.